# Rue Goïot
La rue Goïot  est une voie de la commune de Reims, située dans le département de la Marne, en région Grand Est.

## Origine du nom
Elle est liée à Claude Goïot, architecte métreur, expert, né à Saint-Thierry en 1807. Il devint conseiller municipal socialiste de Reims en 1884, créateur de la Libre-pensée en la ville et légua à celle-ci des sommes nécessaires à l’établissement du crématorium du cimetière de l'est et de l'asile de nuit. Il décédait en 1892 à Châlons-sur-Marne.

## Historique
Elle est nommée en 1903 du nom de ce bienfaiteur en débaptisant une partie de la rue Des Créneaux.

## Bâtiments remarquables et lieux de mémoire
- Au n°10 : l'Asile de nuit de Reims.

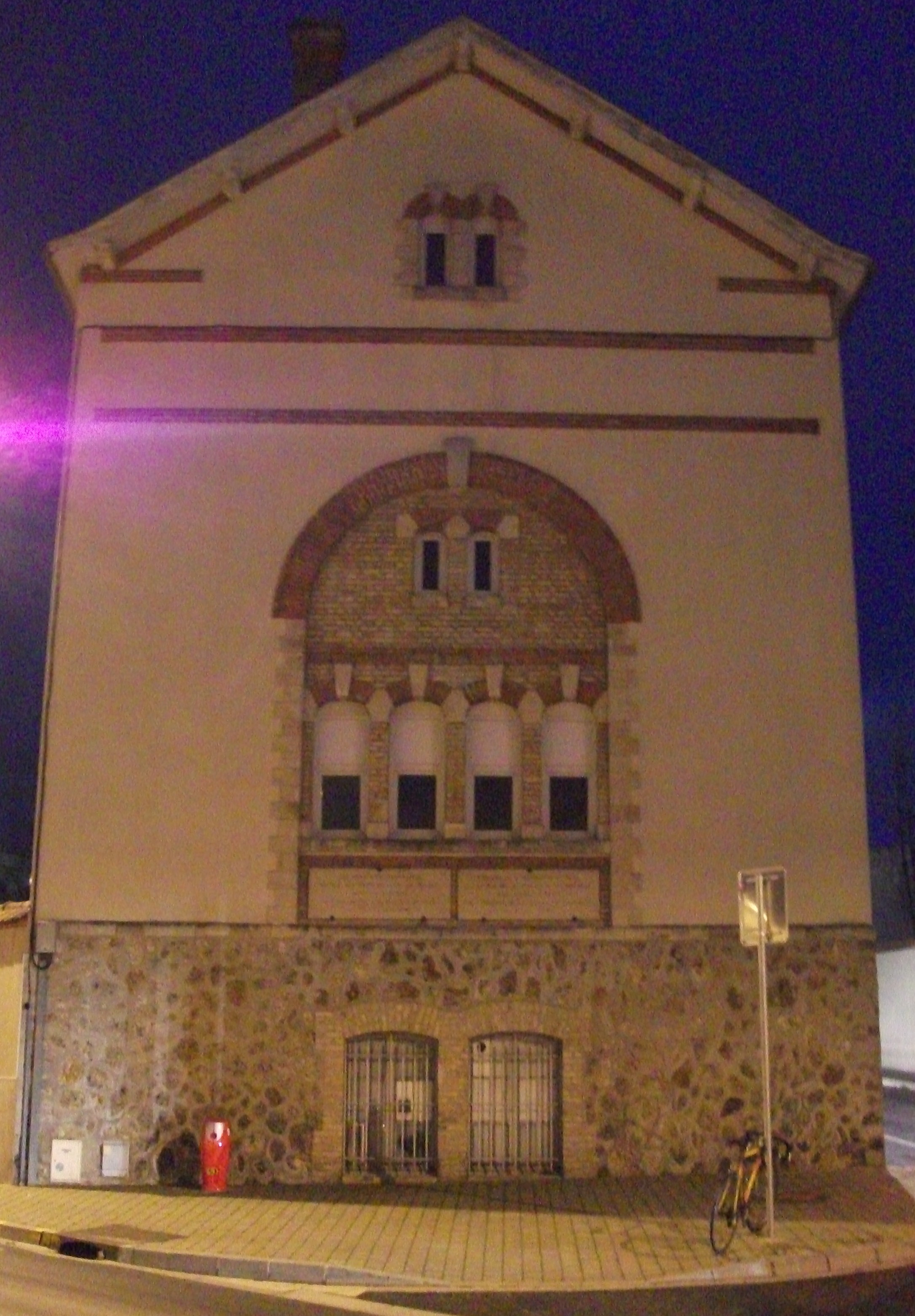
L'asile de nuit.
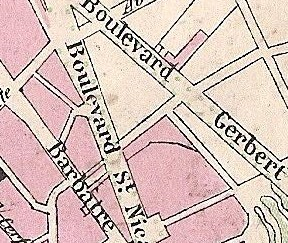
En 1880.